# Metavononoides
Genre
Metavononoides est un genre d'opilions laniatores de la famille des Cosmetidae.

## Distribution
Les espèces de ce genre sont endémiques du Brésil.

## Liste des espèces
Selon World Catalogue of Opiliones (26/07/2021) :
- Metavononoides barbacenensis (Mello-Leitão, 1923)
- Metavononoides guttulosus (Mello-Leitão, 1935)
- Metavononoides luteopunctatus (Mello-Leitão, 1931)
- Metavononoides lyra (Piza, 1944)
- Metavononoides orientalis (Mello-Leitão, 1923)

## Publication originale
- Roewer, 1928 : « Weitere Weberknechte II. (2. Ergänzung der Weberknechte der Erde, 1923). » Abhandlungen der Naturwissenschaftlichen Verein zu Bremen, vol. 26, p. 527–632.